# Chendu (okręg Marusza)
Chendu (węg. Kend) – wieś w Rumunii, w okręgu Marusza, w gminie Bălăușeri. W 2011 roku liczyła 1473 mieszkańców.